# Bước nhảy xì tin
Bước nhảy xì tin là một bộ phim truyền hình được thực hiện bởi Trung tâm Phim truyền hình Việt Nam, Đài Truyền hình Việt Nam do Vũ Trường Khoa đạo diễn. Đây là bộ phim truyền hình Việt Nam đầu tiên chính thức làm về đề tài Hip hop. Phim phát sóng vào lúc 14h30 từ thứ 7, chủ nhật hàng tuần bắt đầu từ ngày 5 tháng 9 năm 2009 và kết thúc vào ngày 10 tháng 1 năm 2010 trên kênh VTV3.

## Tổng quan
Bước nhảy xì tin bắt đầu lên sóng VTV3 trong khung giờ từ 14h30 đến 15h40 mỗi thứ 7 và chủ nhật hằng tuần từ ngày 5 tháng 9 năm 2009. Đây là giai đoạn mà trào lưu hip hop vừa du nhập vào Việt Nam không lâu, đang thu hút được nhiều sự quan tâm của giới trẻ. Bước nhảy xì tin không chỉ trở thành bộ phim truyền hình đầu tiên của Việt Nam làm về trào lưu này, mà còn là bộ phim mở đầu cho dòng phim giải trí của Hãng phim Truyền hình Việt Nam.
Điểm đặc biệt của bộ phim này là phần lớn các diễn viên chính đều là những bạn trẻ có đam mê hoặc biểu diễn hip hop chuyên nghiệp, nhưng lại có rất ít kinh nghiệm diễn xuất. Ngoài ra, bộ phim cũng có sự tham gia của nhiều Nghệ sĩ Nhân dân như Hoàng Dũng, Minh Châu, Minh Hòa.

## Nội dung
Bước nhảy xì tin chủ yếu xoay quanh những cuộc đấu giữa hai nhóm nhạc break dance là Brave Heart và Dark - Night, cũng như sự cạnh tranh giữa hai đội trưởng là Dương (Tùng Min) và Nam (Bùi Minh Trí). Trái ngược với sự cố gắng vươn lên bằng thực lực của Dương, Nam luôn lợi dụng những mối quan hệ với các đại gia, xã hội đen nhằm loại bỏ đối thủ của mình là Dương và Brave Heart khỏi cuộc chơi bởi tính đố kỵ và ganh ghét của mình. Mặc dù nhiều lần gặp khó khăn, nhưng Dương đã dùng khả năng của mình giúp cả nhóm giữ vị thế vững chắc trên sàn diễn, gặt hái được nhiều chiến thắng và giải thưởng.

## Đón nhận
Bên cạnh sự cạnh tranh giữa hai nhóm nhảy với những màn biểu diễn vũ đạo đẹp mắt, bộ phim còn xoay quanh những câu chuyện về tình bạn, tình yêu tuổi mới lớn, những cố gắng, nỗ lực và ý chí vươn lên của những người trẻ tuổi. Vì vậy, bộ phim không chỉ được giới trẻ yêu hip hop chú ý mà còn thu hút được sự chú ý của đông đảo khán giả truyền hình. Ngoài ra, bộ phim đã mang lại một góc nhìn mới, khách quan hơn về môn nghệ thuật đường phố này đến những khán giả lớn tuổi, đặc biệt là các bậc cha mẹ.
Bước nhảy xì tin đã làm nên thành công lớn cho dòng phim dành cho giới trẻ. OST của bộ phim là bài hát "Biết yêu" do ca sĩ Thùy Chi trình bày đã trở thành một bản hit vào năm 2009 và góp phần làm nên thành công của bộ phim.

## Diễn viên
- Tùng Min (Đoàn Thanh Tùng, thành viên nhóm nhảy Halley) vai Dương "đá tảng" (trưởng nhóm nhảy Brave Heart).[15][16]
- Chi Hoa (thành viên nhóm nhảy CO) vai Linh "cute" (người yêu Dương).[17][18]
- Bùi Minh Trí (thành viên nhóm nhảy BigToe) vai Nam (trưởng nhóm nhảy Dark Night).[19][20]
- Vân Navy vai Vân Miss Audition.[21][22]
- Nghệ sĩ Nhân dân Hoàng Dũng vai ông Minh Hùng (bố của Linh).[23]
- Nghệ sĩ Nhân dân Minh Châu vai bà Giang (mẹ của Linh).[23]
- Linh 3B vai Khánh Đan.[24]
- Đức Hugo vai Đức Minh.[24]
- Viết Thành (trưởng nhóm BigToe) vai giám khảo Hoàng.[25]
- Hùng Kendy (thành viên nhóm Halley) vai Khải.
- Bảo Anh vai Khánh
- Thùy Linh vai Luyến.[3]
- Nghệ sĩ ưu tú Thanh Hiền.[26]
- Công Lý vai Côn Đồ
- Bình Trọng vai Côn Đồ

## Giải thưởng
| Năm  | Lễ trao giải                               | Hạng mục                 | Kết quả       | Nguồn         |
| ---- | ------------------------------------------ | ------------------------ | ------------- | ------------- |
| 2010 | Liên hoan Truyền hình toàn quốc lần thứ 29 | Phim truyền hình dài tập | Giải vàng     | [ 27 ] [ 28 ] |
| 2010 | Giải Cánh diều lần thứ 8                   | Phim truyện truyền hình  | Cánh diều bạc | [ 29 ] [ 30 ] |